# Gromkaja svjaz'
Gromkaja svjaz' (Громкая связь) è un film del 2019 diretto da Aleksej Nužnyj.
Il film è un remake dell'opera cinematografica italiana Perfetti sconosciuti. Nel 2020 ha avuto un sequel diretto dallo stesso regista, Obratnaja svjaz'.

## Trama
Il film racconta di una compagnia di amici che si incontrano in una casa di campagna e iniziano un gioco: ogni partecipante deve leggere ad alta voce tutti i messaggi che gli vengono inviati e rispondere alle chiamate solo in vivavoce; di conseguenza scoprono molte novità l'uno dell'altro.